# S dio zadarskog arhipelaga
S dio zadarskog arhipelaga este o arie protejată (arie de protecție specială avifaunistică — SPA) din Croația întinsă pe o suprafață de 13.050,36 ha, integral pe uscat.

## Localizare
Centrul sitului S dio zadarskog arhipelaga este situat la coordonatele 44°14′46″N 14°48′50″E / 44.246°N 14.814°E.

## Înființare
Situl S dio zadarskog arhipelaga a fost declarat arie de protecție specială avifaunistică în iulie 2013 pentru a proteja 10 specii de animale.

## Biodiversitate
Situată în ecoregiunile marină mediteraneană și mediteraneană, aria protejată nu include niciun habitat protejat.
La baza desemnării sitului se află mai multe specii protejate de  păsări (10): potârnichea de stâncă (Alectoris graeca), fâsă-de-câmp (Anthus campestris), caprimulg (Caprimulgus europaeus), șoim călător (Falco peregrinus), cufundar polar (Gavia arctica), sfrâncioc roșiatic (Lanius collurio), Phalacrocorax aristotelis desmarestii, chiră mică (Sterna albifrons), chiră de baltă (Sterna hirundo), chiră de mare (Sterna sandvicensis).